# 熊本県道35号牛深天草線
熊本県道35号牛深天草線（くまもとけんどう35ごう うしぶかあまくさせん）は、熊本県天草市を通る県道（主要地方道）である。

## 概要
天草市牛深町から天草市天草町福連木に至る。天草下島のほぼ中心に南北に横断するかたちでつながるが、天草市魚貫町・河浦町の一部区間に道幅が狭い区間がある。
天草市河浦町今富と天草市河浦町河浦の間で分断されている区間があったが、2024年（令和6年）3月29日、市道の区域を編入して分断区間が解消された。

### 路線データ
- 起点：熊本県天草市牛深町（国道266号交点）
- 終点：熊本県天草市天草町福連木（熊本県道24号本渡下田線交点）

## 歴史
- 1976年（昭和51年） - 建設省告示により牛深天草線として主要地方道に指定[注釈 1]。
- 1977年（昭和52年） - 上記告示に基づき路線認定。
- 1993年（平成5年）5月11日 - 建設省から、県道牛深天草線が牛深天草線として主要地方道に再指定される[2]。
- 2024年（令和6年）3月29日 - 熊本県告示第418号により、天草市河浦町今富から天草市河浦町河浦の分断区間を天草市二浦町早浦から天草市河浦町路木の国道266号交点までの市道を編入するかたちで追加指定[1]。

## 路線状況

### 重複区間
- 国道266号（天草市河浦町路木 - 天草市河浦町白木河内・河浦町白木河内交差点）
- 国道389号（天草市河浦町路木 - 天草市河浦町河浦）
- 熊本県道280号新合高浜港線（天草市河浦町河浦 - 天草市河浦町今田）

### 道路施設

#### トンネル
起点から
- 牛深トンネル：延長291 m、1997年（平成9年）竣工、天草市
- 魚貫トンネル：延長87 m、2000年（平成12年）竣工、天草市

## 地理

### 通過する自治体
- 天草市

### 交差する道路
| 交差する道路                                  | 交差する場所   | 交差する場所         |
| --------------------------------------------- | -------------- | -------------------- |
| 国道266号                                     | 牛深町         | 起点                 |
| 国道266号 重複区間起点 国道389号 重複区間起点 | 河浦町路木     |                      |
| 国道266号 重複区間終点                        | 河浦町白木河内 | 河浦町白木河内交差点 |
| 国道389号 重複区間終点                        | 河浦町河浦     |                      |
| 熊本県道280号新合高浜港線 重複区間起点        | 河浦町河浦     |                      |
| 熊本県道280号新合高浜港線 重複区間終点        | 河浦町今田     |                      |
| 熊本県道291号宮地岳今田線                     | 河浦町今田     |                      |
| 熊本県道24号本渡下田線                        | 天草町福連木   | 終点                 |

### 沿線
- 牛深港（起点付近）
- 道の駅うしぶか海彩館（起点付近）
- 天草市立牛深小学校
- 天草市立牛深中学校
- 遠見番所跡
- 牛深水仙公園
- 魚貫崎レストハウス
- 天然温泉「愛夢里（あむり）」
- 天草コレジヨ館
- チャペルの鐘展望公園
- 河内浦城跡公園